# Ghost Corps
«Ghost Corps» — американская продюсерская компания, дочерняя компания Columbia Pictures и Sony Pictures Entertainment, созданная в марте 2015 года с целью расширения бренда «Охотники за привидениями».

## История
9 марта 2015 года стало известно, что компании Sony Pictures и Columbia Pictures основали продюсерскую компанию «Ghost Corps» для расширения франшизы «Охотников за привидениями» за счёт художественных фильмов, анимационных фильмов, телевидения, товаров и других новых развлекательных продуктов. На должности руководителей были поставлены Айван Райтман и Дэн Эйкройд, а также партнёры Райтмана по The Montecito Picture Company — Том Поллок и Джо Медьяк. В 2016 году Райтман заявил, что Sony Pictures потерпела серию неудач и искала собственность, сравнимую с кинематографической вселенной Marvel, из которой они могли бы извлечь сиквелы, новые истории и другие варианты на несколько лет вперёд. Поэтому Райтман обратился к Sony с идеей создания серии фильмов, основанных на франшизе «Охотники за привидениями». Как только сделка была завершена, Sony могла обращаться с предложениями к другим кинематографистам.
Первым проектом компании была перезагрузка оригинального фильма 1984 года с женским составом режиссёра Пола Фига, которая была выпущена 15 июля 2016 года. Однако из-за негативных отзывов и кассового провала фильма 2016 года студии отказались от планов на его продолжение, решив в конечном итоге продолжить оригинальную серию «Охотников за привидениями». В январе 2019 года было объявлено, что сын Айвана Райтмана Джейсон будет режиссёром нового фильма «Охотники за привидениями: Наследники», премьера которого была намечена на 10 июля 2020 года. Однако из-за пандемии COVID-19 премьера была перенесена на 19 ноября 2021 года.

## Фильмография
| Год  | Фильм                                    | Режиссёр        | Бюджет     | Сборы        |
| ---- | ---------------------------------------- | --------------- | ---------- | ------------ |
| 2016 | Охотники за привидениями                 | Пол Фиг         | $ 144 млн. | $ 229,1 млн. |
| 2021 | Охотники за привидениями: Наследники     | Джейсон Райтман | $ 75 млн.  | $ 204,6 млн. |
| 2024 | Охотники за привидениями: Леденящий ужас | Гил Кинан       | $ 100 млн. | $ 201,9 млн. |